# Bull de tonyina
El Bull de tonyina  es la tripa del atún seca y salada. Se trata de una alimento típico de la costa catalana, entre el sur de la provincia de Barcelona hasta la cocina tarraconense (del Bajo Panadés), pudiéndose encontrar en la cocina balear. Este ingrediente  se puede encontrar en la cocina occitana. Una de las preparaciones más comunes es estofado. Es un plato que se sirve caliente, recién elaborado y su característica hace que su ingesta sea parsimoniosa.

## Características
Debido principalmente a su textura viscosa, la tripa del atún es finamente cortada, ayudando así a los que lo prueban por primera vez. La tripa se conserva en salazón, por lo que se pone unas horas antes a remojo, para que se desale. Otra opción es la de hervirlo antes de ser propiamente cocinado para conseguir reblandecerlo y a la vez desalarlo. Sus preparaciones suelen incluir patatas aunque también encontramos con judías y caracoles y suelen ser preparados con cocción lenta para conseguir una consistencia caldosa, fuerte, de coloración oscura. 
También lo encontramos en la gastronomía de los pueblos de la Costa Blanca.